# Noorwegen op het Eurovisiesongfestival 1996
Noorwegen nam deel aan het Eurovisiesongfestival 1996 in Oslo (Noorwegen). Het was de 36ste keer dat Noorwegen deelnam aan het Eurovisiesongfestival. NRK was verantwoordelijk voor de Noorse bijdrage voor de editie van 1996.

## Selectie procedure
Net zoals het vorige jaar, koos men er weer voor om een nationale finale te organiseren.
Deze vond plaats in de studio's van de NRK in Oslo en werd gepresenteerd door Tande-P.
In totaal deden er acht artiesten mee aan deze finale en de winnaar werd gekozen door regionale jury's.
| Volgorde | Artiest                                 | Lied                       | Punten | Plaats |
| -------- | --------------------------------------- | -------------------------- | ------ | ------ |
| 1        | Scandinavia                             | "Når hjertet står i brann" | 12     | 8      |
| 2        | Arnold B. Family                        | "Din smittende glede"      | 29     | 6      |
| 3        | Elisabeth Andreassen                    | "I evighet"                | 88     | 1      |
| 4        | Stephen Ackles                          | "Jennina"                  | 32     | 5      |
| 5        | Mia Gundersen                           | "Tenn lys"                 | 28     | 7      |
| 6        | Helga Hatløy Hagen & Marie Hatløy Osdal | "Frieri"                   | 56     | 2      |
| 7        | Geir Rønning                            | "Uten de'"                 | 56     | 2      |
| 8        | To Tenorer                              | "Ariel"                    | 39     | 4      |

## In Oslo
In Noorwegen moest Noorwegen optreden als twaalfde, na Estland en voor Frankrijk. Na de stemming bleek dat Noorwegen de tweede plaats had behaald met 114 punten.
België en Nederland hadden respectievelijk 8 en 10 punten over voor deze inzending.

### Gekregen punten

#### Finale
| 12 punten           | 10 punten                       | 8 punten                                              | 7 punten                                      | 6 punten |
| ------------------- | ------------------------------- | ----------------------------------------------------- | --------------------------------------------- | -------- |
|                     | - Nederland - Slovenië - Zweden | - België - IJsland - Oostenrijk - Verenigd Koninkrijk | - Finland - Frankrijk - Ierland - Zwitserland |          |
| 5 punten            | 4 punten                        | 3 punten                                              | 2 punten                                      | 1 punt   |
| - Estland - Kroatië | - Polen                         | - Bosnië en Herzegovina - Cyprus                      | - Portugal - Turkije                          |          |

### Punten gegeven door Noorwegen

#### Finale
Punten gegeven in de finale:
| 12 punten | Portugal    |
| 10 punten | Ierland     |
| 8 punten  | Estland     |
| 7 punten  | Kroatië     |
| 6 punten  | Zweden      |
| 5 punten  | IJsland     |
| 4 punten  | Frankrijk   |
| 3 punten  | Griekenland |
| 2 punten  | Finland     |
| 1 punt    | Malta       |

1960 · 1961 · 1962 · 1963 · 1964 · 1965 · 1966 · 1967 · 1968 · 1969 · 1970 · 1971 · 1972 · 1973 · 1974 · 1975 · 1976 · 1977 · 1978 · 1979 · 1980 · 1981 · 1982 · 1983 · 1984 · 1985 · 1986 · 1987 · 1988 · 1989 · 1990 · 1991 · 1992 · 1993 · 1994 · 1995 · 1996 · 1997 · 1998 · 1999 · 2000 · 2001 · 2002 · 2003 · 2004 · 2005 · 2006 · 2007 · 2008 · 2009 · 2010 · 2011 · 2012 · 2013 · 2014 · 2015 · 2016 · 2017 · 2018 · 2019 · 2020 · 2021 · 2022 · 2023 · 2024 · 2025